# 삼시

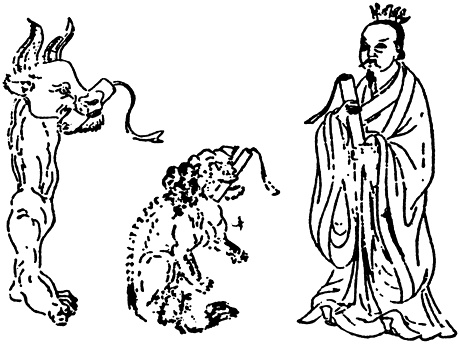

삼시(三尸)는 인간의 생명을 관장하는 신으로 상시(上尸)·중시(中尸)·하시(下尸)의 3신을 말한다. 형태는 보이지 않지만 인간의 체내에 살고 있는 벌레가 본체(本體). 상시는 머리·눈·이빨·코 등 인체 상부의 모든 기관(器官)을, 중시는 내장기관을, 하시는 인체 하부의 비뇨기·순환기 계통을 침범하여 병을 일으키거나 쇠약하게 만든다. 또 삼시는 경신(庚申)과 갑자(甲子)의 날 밤중에 사람이 잠든 후 신체로부터 빠져나와 승천하고 인간의 생명을 맡은 사명도인(司命道人)에게 그 사람의 과실을 보고하며, 도인(道人)은 그 보고에 의해 무거운 과실에 대해서는 300일, 가벼운 과실이면 3일간 그 사람의 수명을 단축시킨다고 한다. 삼시의 해를 면하기 위해서는 도부(桃符)라는 부적의 영(靈)에 의뢰하는 방법과 수경신(守庚申)이라는 종교적 관행이 있다. '도부'라는 것은 옛날부터 사기(邪氣)를 억눌러 백귀(百鬼)를 제압하는 선목(仙木)으로 믿는 복숭아 나무로 만든 부적(符籍)이다. 수경신(守庚申)이라는 것은 경신의 날에 철야해서 청정하게 보내는 일로서 이것은 사람이 잠자는 동안에 신체를 빠져나와 승천하는 삼시를 방해하기 위함이었다고 한다.